# Charumai Mahawat
Charumai Mahawat (ur. 10 marca 1934 w Bangkoku) – tajski strzelec, olimpijczyk.
Brał udział w igrzyskach olimpijskich w 1968 (Meksyk). Wystąpił wówczas w strzelaniu z karabinu małokalibrowego w trzech pozycjach z odl. 50 metrów, w którym zajął 58. miejsce (na 62 strzelców).

## Wyniki olimpijskie
| Igrzyska | Konkurencja                               | Wynik | Miejsce    | Źródło |
| -------- | ----------------------------------------- | --- | ---------- | ------ |
| IO 1968  | Karabin małokalibrowy, trzy postawy, 50 m | 1054 punkty W pozycji leżącej – 380 pkt. (94-93-97-96) W pozycji klęczącej – 357 pkt. (88-88-90-91) W pozycji stojącej – 317 pkt. (75-78-78-86) | 58 (na 62) | [ 1 ]  |